# Siri (singolo)
Siri è un singolo del rapper italiano Thasup, pubblicato il 15 luglio 2022 come secondo estratto dal secondo album in studio Carattere speciale.

## Descrizione
Il brano ha visto la partecipazione dei rapper italiani Lazza e Sfera Ebbasta, mentre la produzione è stata affidata a Charlie Charles insieme allo stesso Thasup.

## Video musicale
Il video, reso disponibile nello stesso giorno, mostra, in ripetizione, varie sequenze in cui sono coinvolte versioni animate dei rapper partecipi al brano e del produttore Charlie Charles.

## Tracce
1. Siri (feat. Lazza & Sfera Ebbasta) – 3:57

## Classifiche

### Classifiche settimanali
| Classifica (2022) | Posizione massima |
| ----------------- | ----------------- |
| Italia            | 1                 |
| Svizzera          | 92                |

### Classifiche di fine anno
| Classifica (2022) | Posizione |
| ----------------- | --------- |
| Italia            | 18        |
| Classifica (2023) | Posizione |
| Italia            | 83        |